# Generalni konzulat Republike Slovenije v Münchnu
Generalni konzulat Republike Slovenije v Münchnu je diplomatsko-konzularno predstavništvo (generalni konzulat) Republike Slovenije s sedežem v Münchnu (Nemčija); spada pod okrilje Veleposlaništvu Republike Slovenije v Nemčiji.
Generalni konzulat Republike Slovenije s sedežem v Münchnu, je bil odprt leta 1992 in je pristojen za dve nemški zvezni deželi, in sicer Bavarsko in Baden-Württemberg. 
Osrednja naloga GK München je vsekakor varstvo in zaščita slovenskih državljanov ter opravljanje drugih konzularnih opravil na območju južne Nemčije. Prav tako spodbujanje vsestranskega sodelovanja z zveznima deželama Bavarsko in Baden-Würrtemberg ter promocija Republike Slovenije na tem območju. 
Z vidika mednarodnega prava osnovne naloge slovenskih diplomatskih in konzularnih predstavništev izhajajo iz Dunajske konvencije o diplomatskih odnosih (1961) in Dunajske konvencije o konzularnih odnosih (1963). 
V Sloveniji ključne konzularne naloge opredeljuje 23. člen Zakona o zunanjih zadevah. Slovenski konzulati, poleg drugih nalog, ki so ob upoštevanju mednarodnega prava določene s predpisi in navodili zunanjega ministra, opravlja zlasti naslednje naloge:
- varovanje interesov Republike Slovenije, njenih državljanov in pravnih oseb ter opravljanje konzularno-pravnih zadev,

- spodbujanje razvijanja odnosov na področju gospodarstva, kulture, znanosti in izobraževanja,
poročanje o dogajanjih na vseh področjih življenja na konzularnem območju in širše o dogajanju v sprejemni državi,

- razvijanje sodelovanja s slovensko narodno manjšino ter slovenskimi izseljenci in zdomci ter posebna skrb za ohranjanje slovenskega jezika in kulture med njimi,

- vzdrževanje stikov z državnimi in lokalnimi organi na konzularnem območju,

- skrb za delovno-pravno in socialno varstvo državljanov Republike Slovenije na delu v sprejemni državi.
Trenutna generalna konzulka je Maša Šiftar.